# Об'єкт правовідносин
Об'єкт правовідносин — це те, із приводу чого виникає, існує саме правове відношення. Так, управлена особа може претендувати на надання їй іншою стороною якогось майна (грошей, речей тощо), володіти і розпоряджатися якимись цінностями і тa.ін.
Проблема поняття, змісту, класифікації і аналізу інших сторін об'єктів правовідносин має важливе значення, оскільки лише наявність об'єкта права викликає необхідність виникнення і здійснення самих правовідносин. Відсутність об'єкта права позбавляє сенсу існування будь-яких правовідносин. У суспільстві немає і не може бути правовідносин не тільки безсуб'єктних, а й без об'єктних.
Проблема загального визначення поняття «об'єкт правовідносин» завжди привертала увагу дослідників і була предметом дискусій. Намагаючись знайти оптимальне і адекватне рішення і відповісти на загальне питання, що таке об'єкт права, багато з авторів висловлюють не тільки відмінні точки зору, а й ті, що доповнюють одна одну.
У юридичній літературі існують різні трактування об'єкта правовідносин. Проте у ході тривалої дискусії склалися в основному дві концепції — моністична і плюралістична. Згідно з першою з них об'єктом правовідносин можуть виступати тільки дії суб'єктів, оскільки саме дії, вчинки людей підлягають регулюванню юридичними нормами, і лише людська поведінка здатна реагувати на правовий вплив. Звідси у всіх правовідносин єдиний, загальний об'єкт.
Згідно з другою, реалістичною позицією, об'єкти правовідносин настільки різноманітні, наскільки різноманітні правовідносини, що регулюються правом.

## Види об'єктів правовідносин
Отже, залежно від характеру і видів правовідносин їх об'єктами виступають:
1. Матеріальні блага (речі, предмети, цінності), характерні головним чином для цивільних, майнових правовідносин (купівля-продаж, дарування, міна, заповіт тощо).
2. Нематеріальні особисті блага (життя, честь, здоров'я, гідність, свобода, безпека, право на ім'я, недоторканність людини), більшість з яких типові для кримінальних і процесуальних правовідносин.
3. Поведінка, дії суб'єктів, різного роду послуги і їх результати. (Це, головним чином, правовідносини, що складаються на основі норм адміністративного права у сфері управління, побутового обслуговування, господарської, культурної й іншої діяльності).
4. Продукти духовної творчості (твори літератури, мистецтва, живопису, музики, скульптури, а також наукові відкриття, винаходи — все, що є результатом інтелектуальної праці).
5. Цінні папери, офіційні документи (облігації, акції, векселі, гроші, приватизаційні чеки, дипломи, атестати тощо). Вони можуть стати об'єктом правовідносин, що виникають при їх втраті, поновленні, оформленні дублікатів. У наш час в країні склався ринок цінних паперів, акції купуються і продаються, тобто вони є об'єктами угод.